# Tallmogården
Tallmogården är en anläggning i Sunnansjö, Grangärde socken i Ludvika kommun. Den har genom åren haft skiftande användning, men är mest känd från tiden som hälsohem 1972–1996. Mellan 2013 och 2017 var Tallmogården förläggning för nyanlända flyktingar. 
Namnet Tallmogården har också använts för andra verksamheter i Sverige och Finland. Dessa har liksom ursprungligen Tallmogården i Sunnansjö erbjudit boende för äldre.

## Historik
Tallmogården byggdes 1948 och var ett ålderdomshem fram till 1972. Detta år övertogs anläggningen av en stiftelse, som fortsatte den hälsohemsverksamhet som till dess bedrivits på Kiholms gård utanför Södertälje. Denna verksamhet hade bedrivits efter Hälsofrämjandets riktlinjer med laktovegetarisk kost. Genom Tallmogårdens chefsläkare, Karl-Otto Aly kom verksamheten att även omfatta behandlingar enligt alternativmedicinska principer.
Uppehåll på Tallmogården var godkänt av Socialstyrelsen för tillskott av offentliga medel. Då tillskott av denna art minskade, sjönk beläggningen på Tallmogården, vilket ledde till ekonomiska svårigheter. I januari 1996 gick Tallmogården i konkurs.
Under de följande åren gjordes upprepade försök att driva "spa och livskvalitetscentrum" med inriktning mot konferensmarknaden, men försöken misslyckades. Från 2013 användes Tallmogården som boende för nyanlända flyktingar. Då flyktingströmmen till Sverige minskade, stängdes en rad asylboenden i Dalarna. Tallmogården var ett av de fyra boendena i länet som enligt ett beslut våren 2017 skulle fortsätta, men stängdes trots detta redan i augusti 2017. Den 1 september 2018 utbröt en misstänkt anlagd brand i Tallmogården, varvid en flygelbyggnad med anläggningens matsal förstördes.   
I mars 2021 fanns inga uppgifter om  verksamhet i Tallmogårdens lokaler efter 2017.